# کبک‌های تپه
کبک‌های تپه (نام علمی: Arborophila) نام یک سرده از تیره قرقاولان است.

## گونه‌ها
- کبک تپه (Arborophila torqueola)
- کبک سیچوان (Arborophila rufipectus)
- کبک سینه‌بلوطی (Arborophila mandellii)
- کبک گردن‌بندسفید (Arborophila gingica)
- کبک گلوحنایی (Arborophila rufogularis)
- کبک گونه‌سفید (Arborophila atrogularis)
- کبک تایوان (Arborophila crudigularis)
- کبک هاینان (Arborophila ardens)
- کبک شکم‌بلوطی (Arborophila javanica)
- کبک سینه‌خاکستری (Arborophila orientalis)
- کبک سوماترا (Arborophila sumatrana)
- کبک مالزی (Arborophila campbelli)
- کبک رول (Arborophila rolli)
- کبک پشت‌نواری (Arborophila brunneopectus)
- کبک گردن‌نارنجی (Arborophila davidi)
- کبک سیامی (Arborophila cambodiana)
  - کبک سیامی (Arborophila (cambodiana) diversa)
- کبک سینه‌سرخ (Arborophila hyperythra)
- کبک نوک‌سرخ (Arborophila rubrirostris)
- کبک پاسبز (Arborophila chloropus)
- کبک ویتنام (Arborophila merlini)
- کبک گردن‌بندبلوطی (Arborophila charltonii)